# Церковь Святого Михаила Архангела (Каунас)
Церковь Святого Михаила Архангела (лит. Šv. arkangelo Mykolo (Įgulos) bažnyčia, до 1919 Собор святых апостолов Петра и Павла) — католический храм в Каунасе, Литва. 
Собор расположен в центре Нового города на площади Независимости (Nepriklausomybės aikštė). Построен в 1891—1895 годах как гарнизонный православный собор Ковенской крепости, освящён во имя апостолов Петра и Павла. В 1919 году передан литовскими властями католикам. После Великой Отечественной войны закрыт и переоборудован в выставочный зал. В постсоветский период литовские власти не вернули собор православной общине, а вновь передали его Римско-католической церкви.

## История

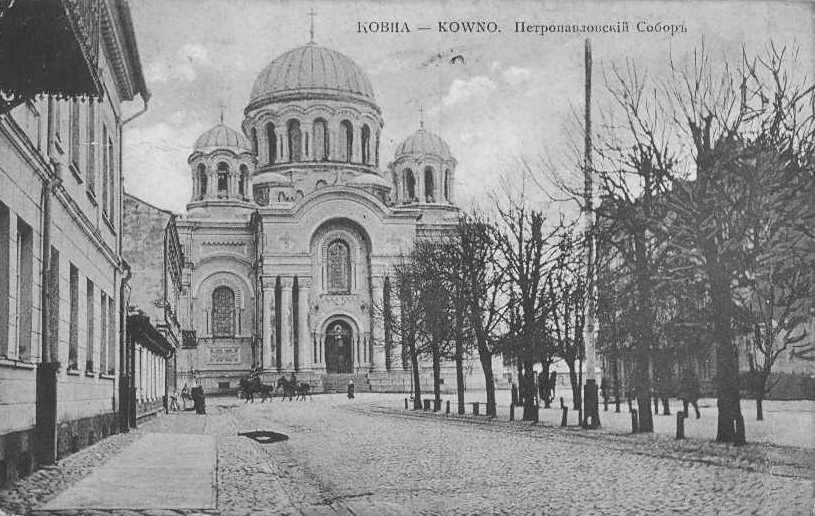
Ковно. Петропавловский собор. Открытка начала XX века.

В середине 1850-х годов указом русского императора был утвержден разработанный в Санкт-Петербурге генеральный план застройки Нового городского центра Ковно (Каунаса), градостроительной осью которого стал респектабельный Николаевский проспект. С 1873 года Ковна был превращен в мощную крепость. На площади, разделявшей Николаевский проспект на две части, 29 июня 1891 года был заложен монументальный военный православный собор, замкнувший перспективу главной улицы города. Возведение собора велось на средства Военно-инженерного ведомства и на пожертвования воинских чинов России. Одним из авторов проекта был академик архитектуры, петербуржский архитектор Давид Гримм. Организаторами и руководителями строительных работ были военные инженеры: полковник Владимир Неплюев и подполковник Константин Лимаренко. Работы выполнялись силами строителей Черниговской губернии, отделку выполнили мастера из Петербурга. 17 сентября 1895 года собор освятили во имя святых апостолов Петра и Павла. Правый придел посвятили святым мученицам Софии, Вере, Надежде и Любови, левый — Святителю и Чудотворцу Николаю.
Крестово-купольный храм в неовизантийском стиле увенчали пятью куполами, поднятыми на барабанах. Высота центрального купола составила 50 метров. Пространство между внутренней и внешней кладкой куполов заполнили специальными глиняными резонаторами. Снаружи собор украшают нетипичные для этого стиля тройные коринфские колонны. Внешний декор храма насчитывает 266 колонн и пилястров. Винтовые лестницы, основание крыши и дверки малых куполов были вылиты из чугуна. Колонны поставили на литые чугунные основания. В подвале оборудовали центральное отопление с четырьмя калориферами. Пол храма выложили гранитной мозаикой, а перед алтарём — мраморными плитками. Художественные работы выполнили члены Общества взаимопомощи русских художников из Санкт Петербурга. Интерьер по рисункам Василия Грязнова декорировал художник А.Трей.

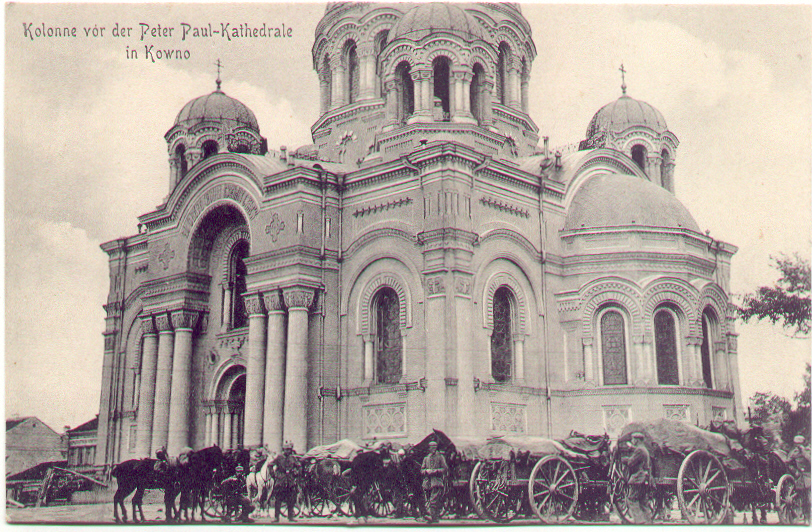
Петропавловский собор в Ковно во время немецкой оккупации. 1915 год

В Первую мировую войну после захвата города немцами в 1915 году Петропавловский собор был закрыт, колокола сняли и отправили в Германию на переплавку.
В 1919 году «русский собор» был объявлен собственностью литовского государства, отобран у православной общины и передан литовскими властями Римско-католической церкви. Он был превращён в костёл Святого Архангела Михаила. В 1923 году по требованию литовских властей с фасада храма были удалены оригинальные церковнославянские надписи. В 1934 году в Каунасском военном костеле (новое название) продолжились богослужения по католическому обряду. Взамен Петропавловского собора, для православных верующих в 1932—1935 годах в Каунасе был построен Благовещенский собор.
В 1978 году кресты на куполах храма заменили круглыми флюгерами со стёклами в цветах литовского флага. Под руководством архитектора Кястутиса Бубнайтиса деревянные галереи заменили на каменные, закрасили фрески, остававшиеся нетронутыми внутри храма, и лики Спасителя на фасаде.
В 1991 году собор был передан церкви, но не православной общине, а римско-католической. Начались работы по существенной переделки бывшего православного собора: были полностью закрашены белой краской старые росписи, висевший 99 лет под сводом герб России заменили на белого голубя, своды алтарной части храма украсили ангелами с крыльями в цветах литовского флага, а в алтаре повесили флаг Литовской Республики.

## Галерея

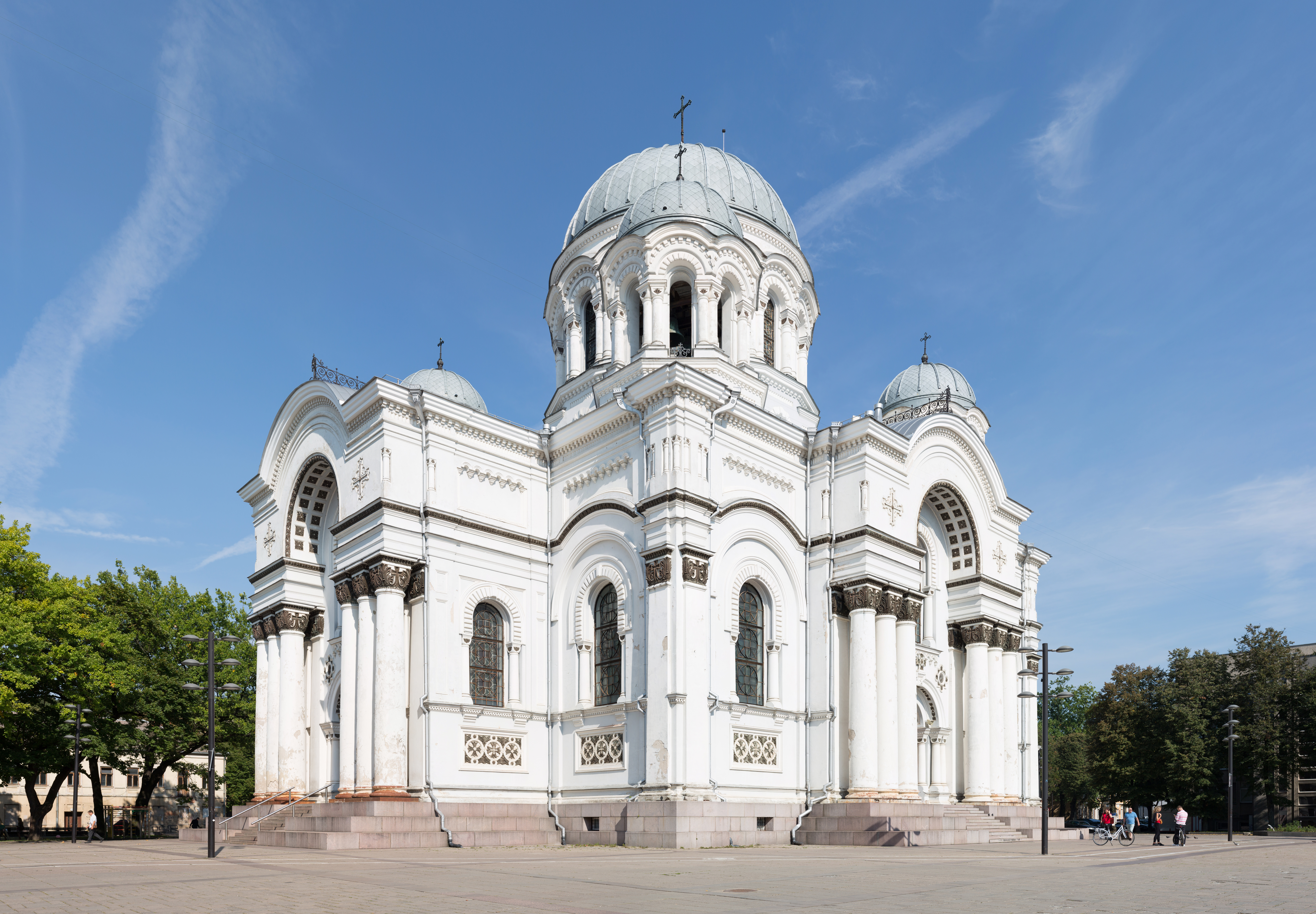
Вид с юго-запада
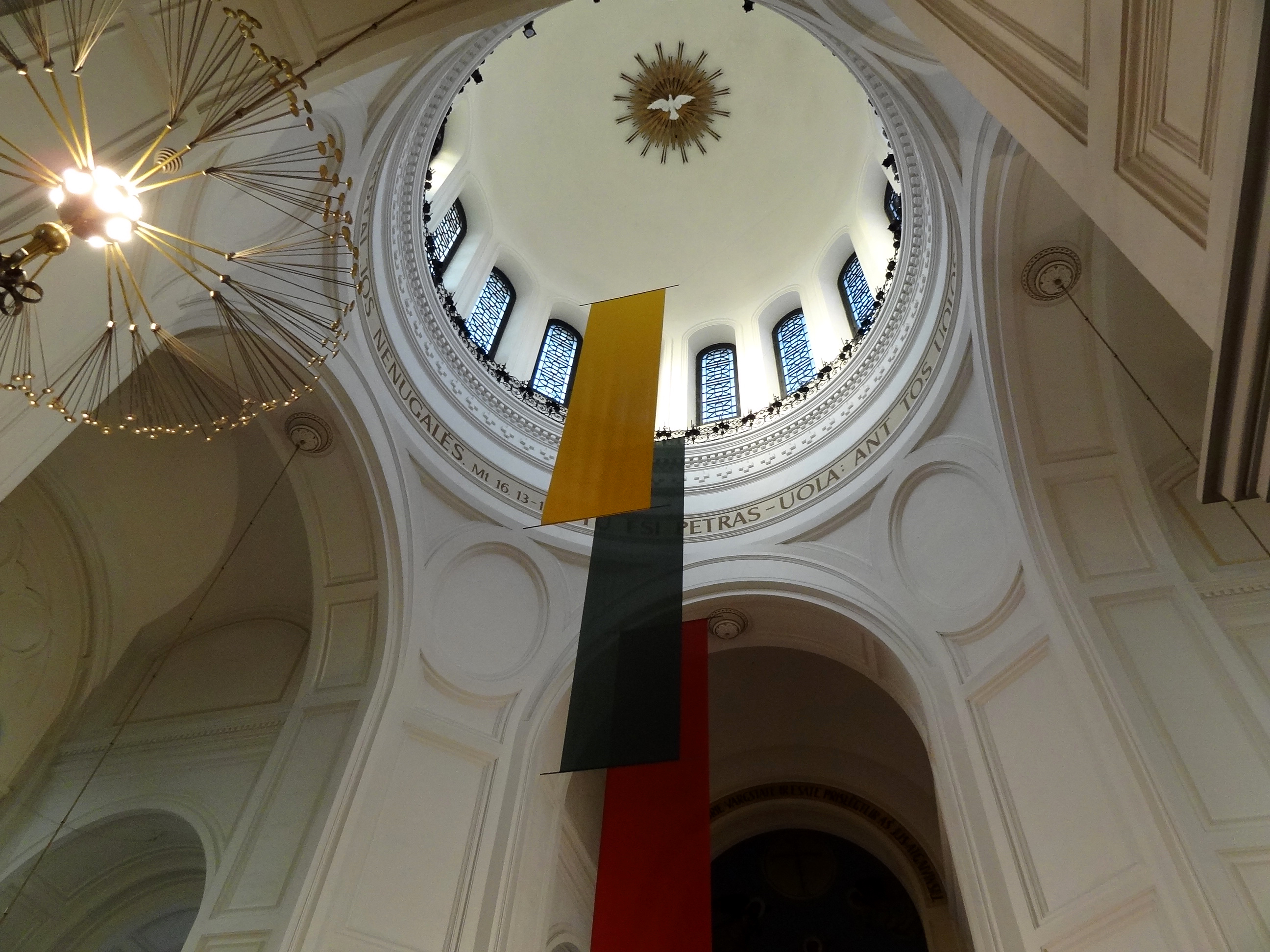
Купол изнутри и символический литовский флаг из трёх полотнищ
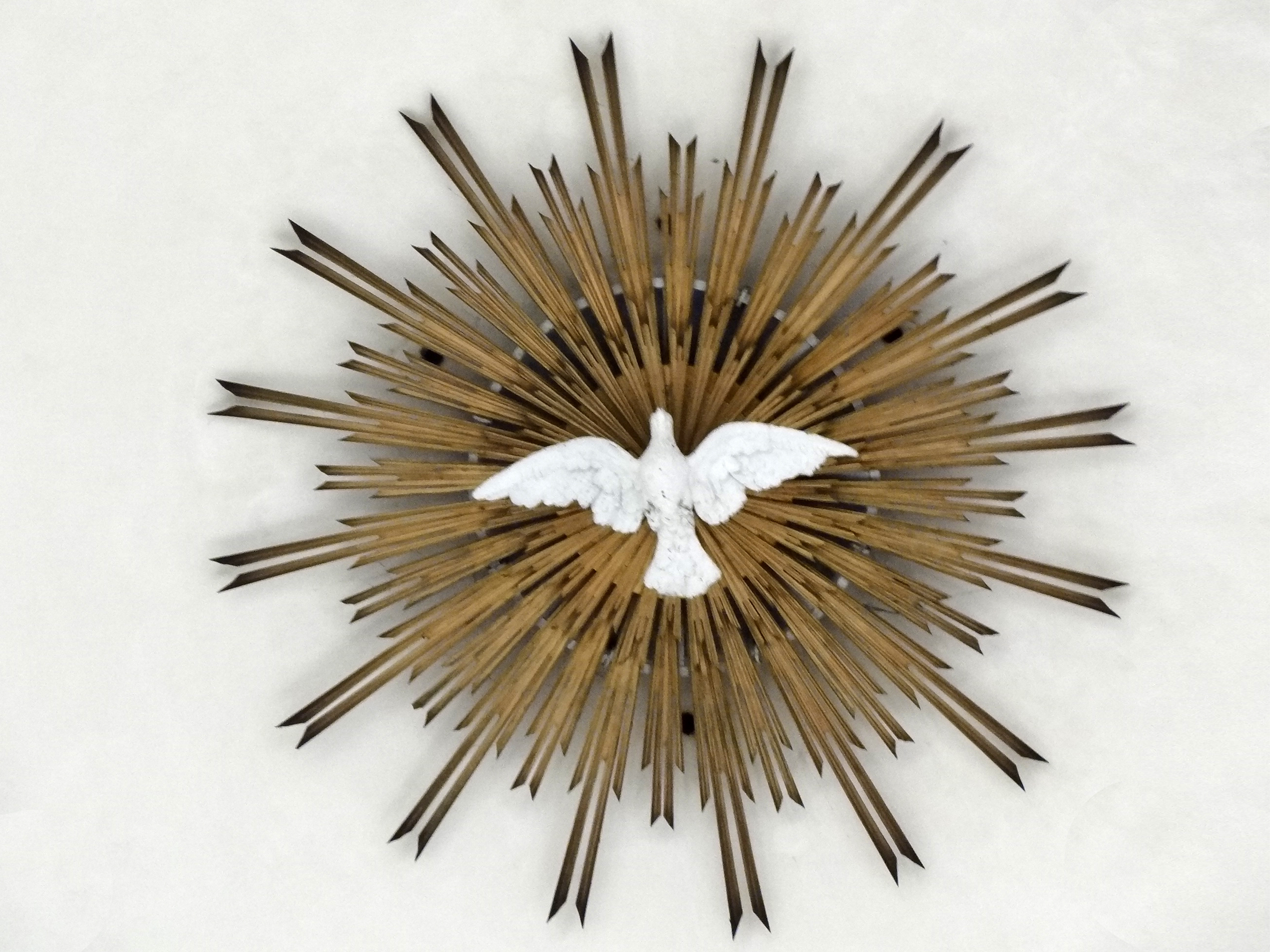
Голубь святого духа и лучами Иисуса на вершине свода купола
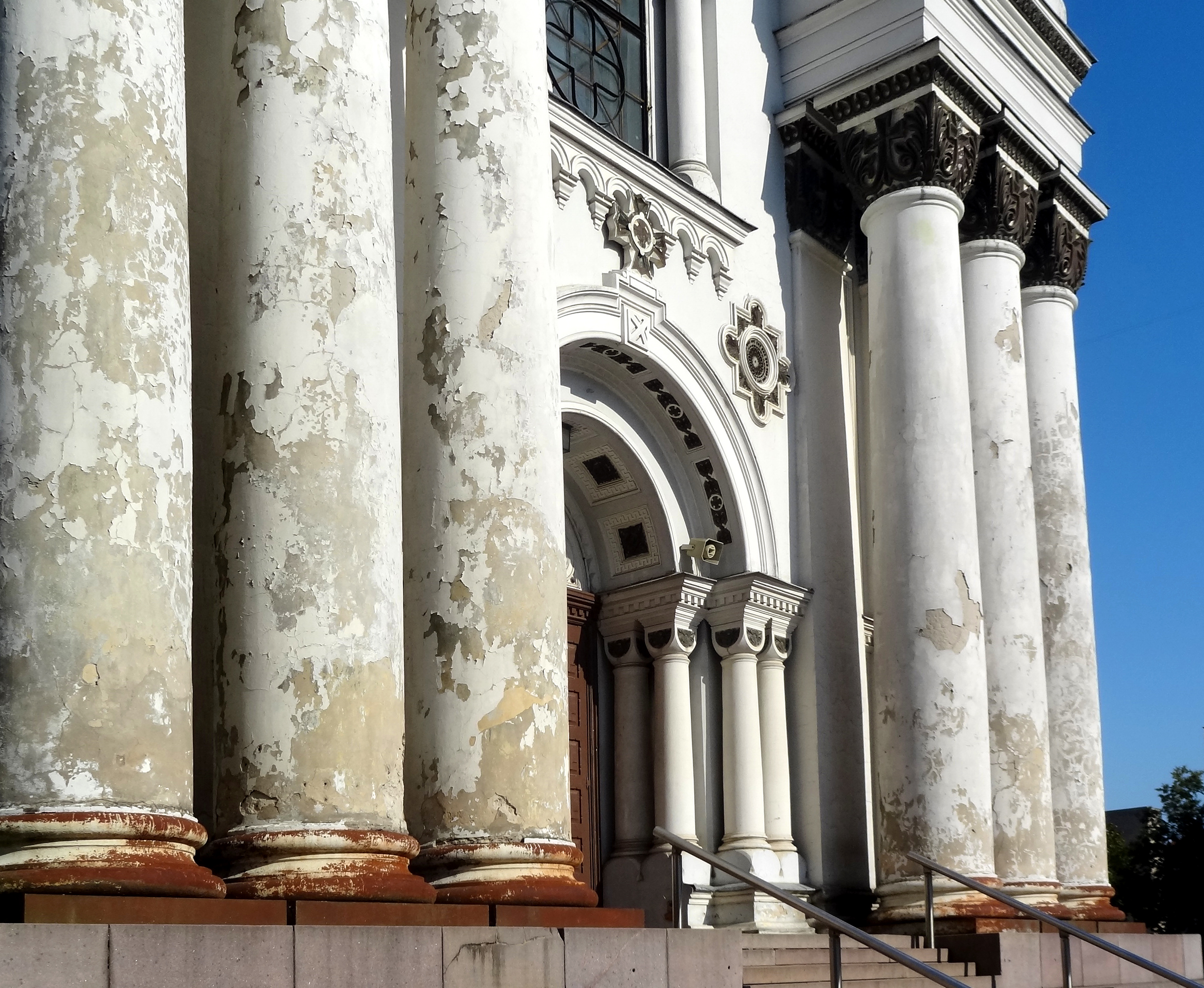
Портик с колоннами
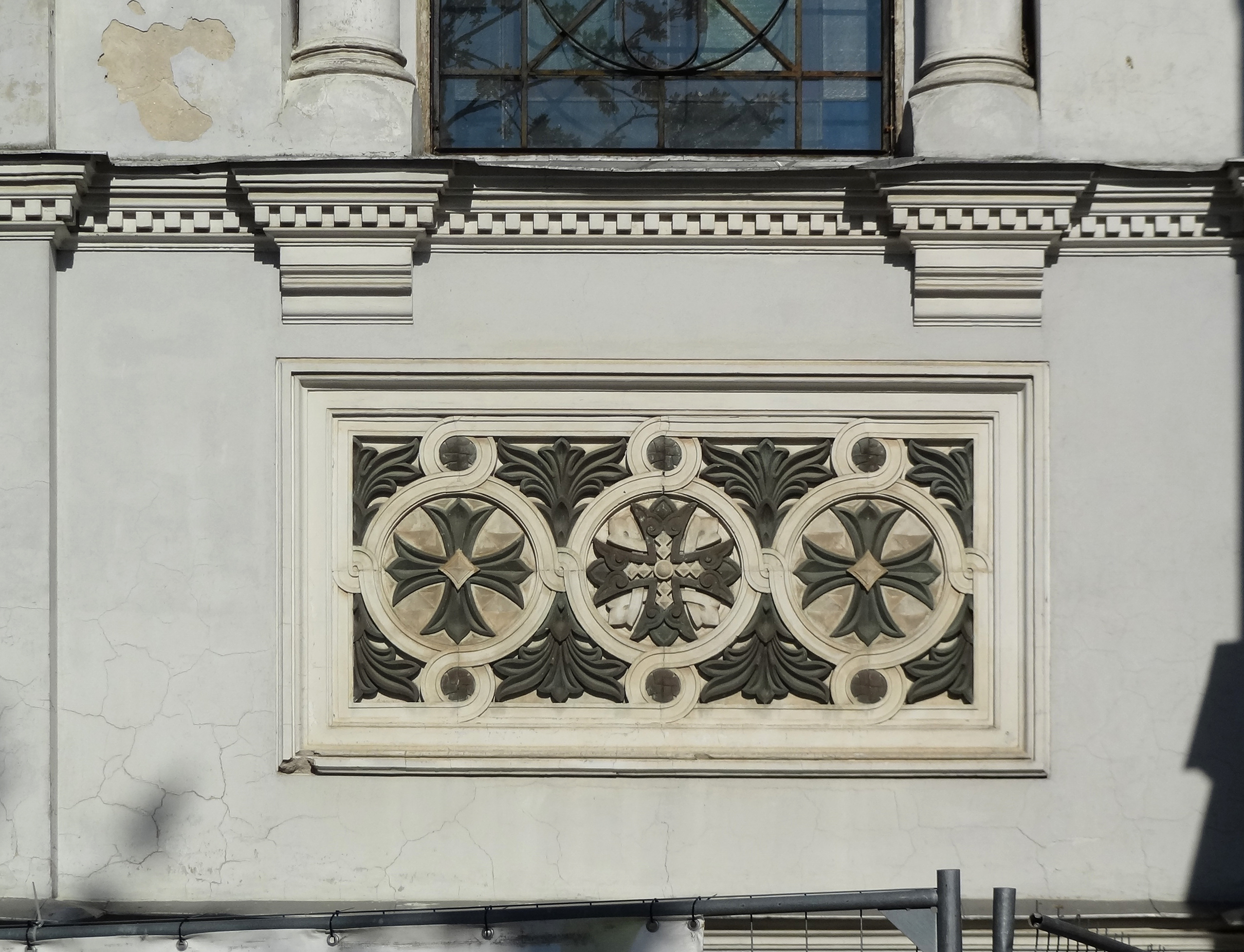
Барельеф на фасаде